# アイリッシュ・ウルフハウンド

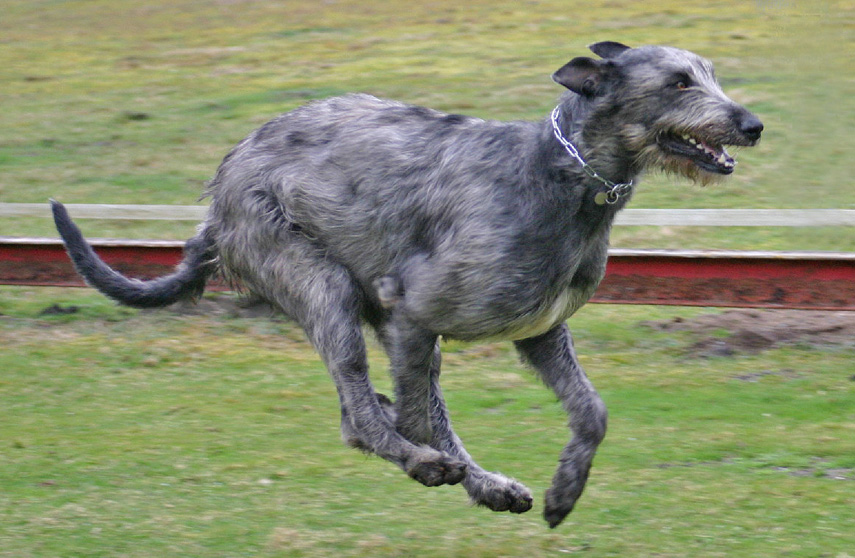
走るアイリッシュウルフハウンド

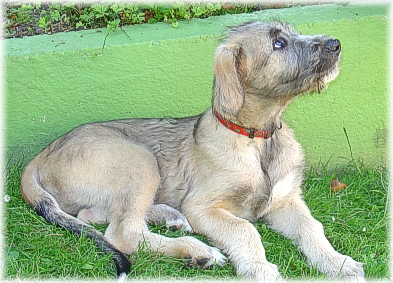
幼犬

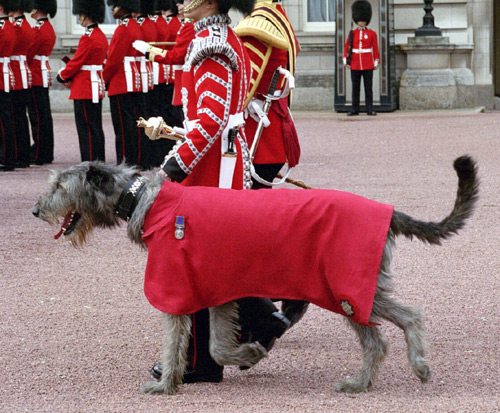
アイリッシュガーズ近衛連隊のマスコット、アイリッシュ・ウルフハウンド

アイリッシュ・ウルフハウンド（アイルランド語：Cú Faoil [ˈkuː ˈfˠiːlʲ]、英語：Irish wolfhound）は、イヌ（イエイヌ）の一品種（一犬種）。視覚ハウンド（サイトハウンド）に分類される。アイルランド原産で、全犬種中最大の体高を誇る犬種である。スコットランド原産のスコティッシュ・ディアハウンドは本種の兄弟犬種である。

## 特徴
平均体高（肩高）は85cm〜90cm、個体によっては100cmを超えるとも言われる体の大きさが最大の特徴である。体毛は粗く硬質、毛色はグレー・レッドである。長毛のグレイハウンドと相似であるため、両者は混同されることが少なくない（日本では比較的名の知られた後者と誤解される傾向がある）。

## 歴史
大型の犬であるアイリッシュ・ウルフハウンドの先祖は紀元前273年前には存在し、紀元前14世紀から15世紀頃までにギリシアからアイルランドに渡ってきたと考えられ、アイルランドでさらに大型化した。威風堂々とした姿はローマ帝国時代には首都（ローマなど。時期により異なる）へ貢物として献上されたほどであった。
18世紀まではアイルランド農民に必要不可欠とされており、その大きな体でオオカミやキツネなどから家畜を守っていたとされている。しかし、アイルランドからオオカミが駆除（人為的絶滅）され、それと同時にアイルランド農民から必要とされなくなった上、19世紀にアイルランド全土を襲った大飢饉の影響もあって、アイリッシュ・ウルフハウンドも絶滅寸前にまで追い詰められた。その後、同世紀後半に愛好家たちが絶滅寸前であった本種を保護し、他のハウンド種などと交配させて個体数を殖やした。

## ペットとして
その大きな体に似合わず気性は穏やかであり、家庭で飼うには決して不向きではない。日本でも100頭ほどがペットとして飼われている。しかし、体の大きさに見合う食物量と寝床のスペース確保が飼育のために必要であり、加えて、長時間の散歩も必須であるため、誰にでも飼えるというわけではない。世界一大きなアイリッシュ・ウルフハウンドは体重80kg以上で、2本足で立った時の身長は2mにも及ぶ。